# Sollevamento pesi ai Giochi della VII Olimpiade - Pesi medi
La competizione della categoria pesi medi (fino a 75 kg) di sollevamento pesi ai Giochi della VII Olimpiade si tenne il giorno dal 30 agosto 1920 allo Stadio Olimpico di Anversa

## Risultati
| Pos.    | Concorrenti       | Nazione     | Totale | Alzate               | Alzate               | Alzate               |
| Pos.    | Concorrenti       | Nazione     | Totale | Strappo con una mano | Slancio con una mano | Slancio con due mani |
| ------- | ----------------- | ----------- | ------ | -------------------- | -------------------- | -------------------- |
| Oro     | Henri Gance       | Francia     | 245,0  | 65,0                 | 75,0                 | 105,0                |
| Argento | Pietro Bianchi    | Italia      | 235,0  | 60,0                 | 70,0                 | 105,0                |
| Bronzo  | Albert Pettersson | Svezia      | 235,0  | 55,0                 | 75,0                 | 105,0                |
| 4       | Tinus Ringelberg  | Paesi Bassi | 225,0  | 55,0                 | 65,0                 | 105,0                |
| 5       | Paul Ledran       | Francia     | 220,0  | 55,0                 | 65,0                 | 100,0                |
| 5       | Christian Jensen  | Danimarca   | 215,0  | 55,0                 | 60,0                 | 100,0                |
| 7       | Marcel Marchand   | Belgio      | 205,0  | 55,0                 | 55,0                 | 95,0                 |
| 8       | Piet Belmer       | Paesi Bassi | 165,0  | NM                   | 65,0                 | 100,0                |
| 8       | Georges De Proft  | Belgio      | 120,0  | 55,0                 | 65,0                 | NM                   |
| 10      | Ahmed Samy        | Egitto      | 55,0   | 55,0                 | NM                   | NM                   |